# Семендяево (Смоленская область)
Семендяево — деревня в Усвятском сельском поселении Дорогобужского района Смоленской области России.

## География
Расположена в центральной части области в 15 км к западу от Дорогобужа, в 2 км севернее автодороги Р134 «Старая Смоленская дорога».
На 2015 год в деревне постоянно проживают 2 человека. Несколько домов используются в тёплое время года как дачи.

## История
В 1760-х годах в деревне располагалась усадьба шляхтича И. Меньшого Сивая и поручика И. Большого Сивая. В последней четверти XVIII века деревней владели И. С. и А. А. Сиваевы, а на рубеже XVIII и XIX веков — А. и Е. Сивай и прапорщица А. Станюкович, затем — титулярный советник Н. А. Станюкович. После его смерти деревня по наследству перешла к его сыну генералу А. Н. Станюкович (дяде писателя К. М. Станюковича).
В начале XX века в усадьбой в деревне владели дворянка Л. В. Пещанская и дворянин П. А. Корди. В 1912 году главный усадебный дом приобрело земство под школу.
В годы Великой Отечественной войны деревня была оккупирована гитлеровскими войсками в октябре 1941 года, при этом сгорел главный усадебный дом. Деревня была освобождена в сентябре 1943 года.
В 1970-х годах были утрачены хозяйственные постройки усадьбы. Сохранились остатки парковых липовых аллей и заросший пруд.

## Известные люди
В деревне родился адмирал Михаил Николаевич Станюкович (1786—1869).